# Czerwona Chmura
Czerwona Chmura (lakota: Maȟpíya Lúta, ang. Red Cloud), (ur. 1822, zm. 10 grudnia 1909) – wódz Indian Teton Dakotów-Oglalów; jeden z najbardziej znanych wodzów tego plemienia, efektywnie zapobiegający na drodze wojny planom zbudowania fortów wzdłuż szlaków kolejowych, które prowadziły przez równiny na pełne złota pola zachodniej Montany.

## Życiorys

### Młodość
Urodził się w pobliżu rozwidlenia Platte River w zachodniej Nebrasce. Był synem Indianina z grupy Brulé i Indianki z grupy Oglala - obydwu z plemienia Dakotów. Ojciec wcześnie go osierocił, toteż Czerwona Chmura wychował się w rodzinie swego wuja o imieniu Stary Dym - wodza plemiennego, ale nie miał prawa przejąć po nim tytułu. Młodość spędził przeważnie na walkach z ościennymi plemionami Paunisów, Wron i innymi odłamami Oglalów, zyskując dużą pozycję w swoim środowisku dzięki wykazywaniu się męstwem w boju. W 1841 zabił Koja - wodza Oglalów i jednego z rywali swego wuja - czym spowodował podzielenie Oglalów trwające 50 lat. Jego status rozwijał się w miarę jak Dakota walczyli o ziemię z Paunisami, Szoszonami, Wronami i plemieniem Ute. W oczach białych uchodził za męża stanu Dakotów, cieszącego się szacunkiem współplemieńców. W 1842 wziął ślub z Piękną Sową.

### Wojna Czerwonej Chmury
W latach 1860. w dzisiejszym stanie Montana odkryto złoto. Szlakiem Bozemana (Bozeman Trail) poprzez północne obszary Wyoming ruszyły tysiące poszukiwaczy. Wojownicy Czerwonej Chmury atakowali ich, bowiem były to główne tereny łowieckie plemienia. W 1865 interweniujące z tego powodu wojsko Stanów Zjednoczonych rozpoczęło budowę fortów wzdłuż szlaku kolejowego prowadzącego przez środek obszarów Dakotów od fortu Laramie (obecnie w stanie Wyoming) do pól Montany. Powstały forty Phil Kearny i Reno w Wyoming i C.F. Smith w Montanie. Wówczas Czerwona Chmura objął przywództwo Siuksów i Czejenów usiłujących zniszczyć plany armii amerykańskiej. Przeprowadził zwycięską wojnę z siłami rządowymi USA w latach 1866–1868 o kraj rzeki Powder (tzw. wojna Czerwonej Chmury), przystępując do dwuletniego oblężenia tych fortów. W trakcie wojny dzięki umiejętnościom prowadzenia efektywnej walki podjazdowo-partyzanckiej biorąc do niewoli robotników i atakując broniących ich żołnierzy doprowadził do drastycznego obniżenia morale żołnierzy USA obawiających się nieoczekiwanych najazdów indiańskich. Skuteczność wojowników Czerwonej Chmury skłoniła rząd USA do zaniechania planów budowania fortów i linii kolejowej. Po kapitulacji armii USA wycofano żołnierzy i spalono forty, po czym Czerwona Chmura podpisał w Laramie traktat pokojowy w dniu 29 kwietnia 1868. Amerykański rząd wyraził zgodę na zamknięcie linii kolejowej i utwierdzenie prawa Dakotów do ich obszarów, które dzisiaj położone są w zachodniej części Dakoty Południowej razem z Black Hills oraz większą częścią Montany i Wyoming. Dakotowie odnieśli całkowite zwycięstwo, a wódz Czerwona Chmura zasłynął w historii jako jeden z niewielu, którzy wygrali wojnę z armią amerykańską.

### Późniejsze lata
Po zawarciu ugody Czerwona Chmura rozwiązał swe oddziały i w 1870 przybył do Waszyngtonu - stolicy USA - z zamiarem zawarcia porozumienia handlowego, po czym w 1873 r. zamieszkał w rezerwacie nad White River, który dzisiaj nosi jego imię, jednak z powodu nieuznania traktatów pokojowych przez synów Czerwonej Chmury i ich zwolenników walki wybuchły na nowo. Tym razem Czerwona Chmura pozostał bierny wobec kolejnych walk Dakotów (walka o Paha Sapa „Czarne Góry” - wojna o Góry Czarne), co w rezultacie doprowadziło do zdecydowanego obniżenia jego popularności i wpływów plemiennych na rzecz innych wodzów, takich jak Siedzący Byk czy Szalony Koń, nie chciał się bowiem do nich przyłączyć. Mimo to został aresztowany po zniszczeniu armii generała George’a Armstronga Custera pod Little Big Horn w 1876. Po ostatecznej przegranej Indian Czerwona Chmura i jego ludzie przenieśli się w 1878 do rezerwatu Pine Ridge w Dakocie Południowej, skąd kontynuował walkę o prawa swego ludu. Lata 80. upłynęły mu na konfrontacjach z agentem rządowym ds. Indian w sprawach związanych z zaopatrzeniem, głównie w żywność, oraz w kwestiach z uprawnieniami policji indiańskiej, które zakończyły się dymisją agenta.

### Zmierzch
Jego przeciwnikami politycznymi byli tacy sławni przywódcy jak Wašíčuŋ Tȟašúŋke / Wasechun-Tashunka (znany jako Amerykański Koń) czy Tȟašúŋke Kȟokípȟapi / Tasunka-kokikapi (Młody, Którego Koni Boją Się Wrogowie). W obawie przed interwencją armii USA wydał zakaz celebrowania w rezerwacie obrzędu Tańcu Duchów. Do śmierci walczył o zachowanie tradycji i obyczajów rdzennych mieszkańców Ameryki, chociaż kilka lat przed zgonem razem z żoną Piękną Sową ochrzcił się, stając się nominalnym katolikiem. Przyjął imię John, zaś jego żona Mary, a po śmierci został pochowany według obrządku katolickiego.